# Садове (Амвросіївська міська громада)
Садо́ве (до 2016 р. — Новопетрівське) — село Амвросіївської міської громади Донецького району Донецької області, Україна.

## Загальні відомості
Відстань до райцентру становить близько 26 км і проходить автошляхом місцевого значення.
Поруч розташований лісовий заказник загальнодержавного значення Бердянський. Поблизу села є Петрівські пороги на річці Кринка.
Унаслідок російської військової агресії із серпня 2014 р. Садове перебуває на території ОРДЛО.

## Населення
За даними перепису 2001 року населення села становило 193 особи, з них 86,01 % зазначили рідною мову українську та 13,99 % — російську.